# هیدی گان
هیدی گان (به انگلیسی: Heidi Gan) (زادهٔ ۲۵ دسامبر ۱۹۸۸) شناگر اهل مالزی است.